# Fresh Pretty Cure!
Fresh Pretty Cure! (フレッシュプリキュア！?, Furesshu Purikyua!, Fresh Precure!) è la sesta serie anime del franchise di Pretty Cure, creata da Izumi Tōdō e prodotta dalla Toei Animation. Trasmessa in Giappone su TV Asahi dal 1º febbraio 2009 al 31 gennaio 2010, in Italia la serie è stata acquistata dalla Rai, che l'ha mandata in onda su Rai 2 dal 16 giugno 2012 al 2 febbraio 2013.
Fresh Pretty Cure! è preceduta da Yes! Pretty Cure 5 GoGo! e seguita da HeartCatch Pretty Cure!.

## Trama
Quando, a un concerto del gruppo Trinity, Love Momozono viene attaccata da un mostro, una delle quattro chiavi fatate del Paese dei Dolci, i Pickrun, entra nel suo cellulare permettendole di trasformarsi in Cure Peach. Tart, il furetto principe del Paese dei Dolci, accompagnato dalla fata neonata Chiffon, le rivela che il suo compito è di trovare le altre tre Pretty Cure e tutte insieme fermare i Labyrinth, il cui capo, Moebius, vuole impossessarsi della memoria Infinity per controllare tutti i mondi paralleli e portarvi l'infelicità.
Le altre Pretty Cure ad unirsi alla battaglia si rivelano essere le amiche d'infanzia di Love: l'aspirante modella Miki Aono che diventa Cure Berry, e la gentile Inori Yamabuki che si trasforma in Cure Pine. In seguito alle tre guerriere si unisce Setsuna Higashi, inizialmente al servizio dei Labyrinth con il nome di Eas, che rinasce come Cure Passion.

## Personaggi

### Pretty Cure
Love Momozono (桃園 ラブ?, Momozono Rabu) / Cure Peach (キュアピーチ?, Kyua Pīchi)
Doppiata da: Kanae Oki (ed. giapponese), Emanuela Damasio (ed. italiana)
Ha 14 anni e frequenta la seconda media alla scuola pubblica Yotsuba. Vivace, solidale e sensibile, cerca sempre di fare del suo meglio, spesso senza risultati, e odia vedere gli altri che soffrono. A volte tende a curarsi più degli altri che di se stessa, ed è impulsiva. La sua frase simbolo è "Afferra la felicità!" (「幸せゲットだよ！」?, "Shiawase getto da yo!"). La sua più grande passione è ballare ed è una fan del gruppo musicale delle Trinity, in particolare della leader Miyuki. È brava in cucina e va matta per le ciambelle di Kaoru, ma non per le carote. Forma il corpo di ballo Clover con le amiche d'infanzia Inori e Miki; successivamente si aggiunge anche Setsuna, che diventa per lei una sorta di sorella acquisita. Sogna di vincere una gara di ballo, sa che Daisuke, fratello di Miyuki, ha una cotta per lei, ed è segretamente ricambiato. Si trasforma in Cure Peach, la Pretty Cure dell'Amore, il cui Pickrun, Pirun, è rosa mentre il suo seme è Cuori; ottiene inoltre, assieme alle altre guerriere nella battaglia finale, il potere di trasformarsi nella forma Cure Angel.
Miki Aono (蒼乃 美希?, Aono Miki) / Cure Berry (キュアベリー?, Kyua Berī)
Doppiata da: Eri Kitamura (ed. giapponese), Valentina Favazza (ed. italiana)
Ha 14 anni e frequenta la seconda media alla scuola privata per talenti Torigoshi. Sua madre Remi è una parrucchiera e Miki vive con lei e porta il suo stesso cognome, mentre il fratello minore Kazuki, al quale è molto legata, vive con il padre Katsuhiko. Brava negli sport, ama la moda e tiene molto al suo aspetto, allenandosi ogni mattina. Il suo sogno è diventare una modella ed avere un proprio marchio, e per il momento lo fa part-time. Ha una paura sin da bambina per i polpi ed è brillante e coscienziosa. Decide di entrare a far parte del corpo di ballo Clover perché vuole restare in forma. La sua frase simbolo è "Dopotutto, sono perfetta!" (「あたし、完璧！」?, "Atashi, kanpeki!"). Si trasforma in Cure Berry, la Pretty Cure della Speranza, il cui Pickrun, Burun, è blu mentre il suo seme è Picche; ottiene inoltre, assieme alle altre guerriere nella battaglia finale, il potere di trasformarsi nella forma Cure Angel.
Inori Yamabuki (山吹 祈里?, Yamabuki Inori) / Cure Pine (キュアパイン?, Kyua Pain)
Doppiata da: Akiko Nakagawa (ed. giapponese), Benedetta Ponticelli (ed. italiana)
Ha 14 anni e frequenta la seconda media alla scuola cattolica femminile privata White Clover. I suoi genitori hanno uno studio veterinario e anche lei, amante degli animali, vuole diventare veterinaria; ha però la fobia dei furetti, che riesce solo col tempo a superare. Le sue amiche la chiamano "Bukki" (ブッキー?, Bukkī), abbreviazione del suo cognome (nella versione originale), i suoi voti sono nella media e va spesso a pregare in chiesa. È pacata, gentile e previdente, tuttavia ha pochissima autostima: per modificare questo lato del suo carattere entra a far parte del corpo di ballo Clover insieme alle amiche d'infanzia Love e Miki. La sua frase simbolo è "Io ci credo!" (「わたし、信じてる！」?, "Watashi, shinjiteru!"). Si trasforma in Cure Pine, la Pretty Cure della Preghiera, il cui Pickrun, Kirun, è giallo e le permette di capire il linguaggio di tutti gli animali, mentre il suo seme è Quadri; ottiene inoltre, assieme alle altre guerriere nella battaglia finale, il potere di trasformarsi nella forma Cure Angel.
Eas (イース?, Īsu) / Setsuna Higashi (東 せつな?, Higashi Setsuna) / Cure Passion (キュアパッション?, Kyua Passhon)
Doppiata da: Yuka Komatsu (ed. giapponese), Benedetta Degli Innocenti (ed. italiana)
Ha 14 anni e inizialmente è un membro dei Labyrinth, che vuole sconfiggere le Pretty Cure per farsi notare da Moebius e poterlo incontrare di persona, avendo fino a quel momento comunicato con lui solo tramite delle proiezioni. Fredda e ostile, incapace di accettare di avere debolezze, è leale solo a Moebius, devozione che a volte diventa un'ossessione. Dopo essersi avvicinata a Love e le altre e averci passato del tempo insieme per capire come annientarle, inizia invece a chiedersi quali siano le cose che la rendono felice e si apre al gruppo. Avendo fallito nel suo compito, Moebius pone fine alla sua vita ed Eas muore: viene però salvata da Chiffon che, evocando il quarto Pickrun, fa rinascere la ragazza come Pretty Cure. Inizia quindi a vivere a casa di Love, a frequentare la scuola media Yotsuba e si unisce al corpo di ballo Clover; è brava a tennis e in matematica. Anche il suo carattere cambia, e diventa più dolce e riservata. La sua frase simbolo è "Farò del mio meglio!" (「精一杯、がんばるわ！」?, "Seiippai, ganbaru wa!"). La sua paura più grande è perdere le amiche. Una volta sconfitto Moebius, torna a Labyrinth insieme a Wester e Soular per realizzare il suo desiderio: far sorridere finalmente gli abitanti del regno. Si trasforma in Cure Passion, la Pretty Cure della Felicità, il cui Pickrun, Akarun, è rosso mentre il suo seme è Fiori; ottiene inoltre, assieme alle altre guerriere nella battaglia finale, il potere di trasformarsi nella forma Cure Angel.

### Labyrinth
Maestro Moebius (メビウス?, Mebiusu)
Doppiato da: Tomomichi Nishimura (ed. giapponese), Roberto Draghetti (ed. italiana)
È l'anziano capo di Labyrinth e vuole controllare tutti i mondi paralleli: per farlo ha bisogno di Infinity, che apparirà quando il Misuratore d'Infelicità che contiene il dolore umano raccolto dai suoi sottoposti si riempirà fino all'orlo. Ordina ai suoi sottoposti in modo spietato e non si fa scrupoli a far uccidere coloro al suo servizio se è necessario. Rapita Chiffon (Infinity), grazie al suo potere comincia la conquista dei mondi. La sua vera forma è quella di un super computer, che si è ribellato ai suoi creatori e ha preso il controllo di Labyrinth, assoggettando tutti gli abitanti al suo volere. Alla fine si autodistrugge nel tentativo di eliminare le Pretty Cure. Il suo nome deriva da una figura geometrica, il nastro di Möbius o di Moebius.
Klein (クライン?, Kurain)
Doppiato da: Kōji Hiwatari (ed. giapponese), Massimiliano Plinio (ep. 9) / Gerolamo Alchieri (ed. italiana)
È un uomo di mezza età e uno dei membri di rango maggiore a Labyrinth, funge da collaboratore diretto di Moebius. Si occupa di gestire la popolazione del paese e di comunicare le direttive del capo a Wester e Soular o consegnare loro oggetti specifici come l'Infinity Radar, un radar che rintraccia Chiffon ogni volta che la piccola si trasforma in Infinity. Dopo la sconfitta di Northa, prima tenta di battere le Pretty Cure trasformandosi in una sorta di drago umanoide, poi si fonde con Northa a sua volta fusasi con Sorewatase, ma viene battuto. È stato creato da Moebius utilizzando il DNA di una lucertola. Il suo nome deriva da una figura geometrica, la bottiglia di Klein.
Northa (ノーザ?, Nōza) / Nayuta Kita (北 那由他?, Kita Nayuta)
Doppiata da: Misa Watanabe (ed. giapponese), Valentina Mari (ed. italiana)
È una donna malvagia, nonché il membro di Labyrinth di rango più alto al di sotto di Moebius. Prova soddisfazione per la sventura della gente, che ha per lei il sapore di un dolce nettare. Entra in azione quando Moebius comunica a Wester e Soular che sono inutili e lei viene incaricata di trovare Infinity. Si prende cura delle sue piante, dalle quali nascono i Sorewatase che usa contro gli avversari. Cerca di spezzare il legame tra le Pretty Cure e le spinge a distruggere il Misuratore d'Infelicità, trasformandolo in un Sorewatase, per diffondere l'energia dell'infelicità in tutto il mondo: il suo piano viene però mandato a monte da Chiffon, che purifica l'energia malvagia. Northa, tuttavia, s'impossessa della luce del potere di Infinity e riesce a fare in modo che Chiffon si trasformi, per poi rapirla. Viene sconfitta dopo che, visibilmente in svantaggio contro le Pretty Cure, si fonde prima con Sorewatase, e poi con Klein. È stata creata da Moebius utilizzando il DNA di una pianta.
Wester (ウエスター?, Wesutā) / Hayato Nishi (西 隼人?, Nishi Hayato)
Doppiato da: Yasunori Matsumoto (ed. giapponese), Emiliano Coltorti (ed. italiana)
È un ragazzo al servizio dei Labyrinth. Muscoloso, ha una forte personalità e parla sempre; è molto buffo e adora le ciambelle di Kaoru. Molto popolare con le ragazze, quando Eas passa dalla parte delle Pretty Cure cerca di riportarla indietro. Fedele al maestro Moebius, lui e Soular si rendono conto di quanto gli ideali del loro capo siano sbagliati soltanto quando, durante un combattimento contro Cure Passion e Cure Berry, stanno per essere risucchiati nel Vortice della Cancellazione che li conduce alla morte. Tornano in vita grazie a Chiffon per aiutare le Pretty Cure: non lavorando più per Moebius, le loro vesti sono bianche.
Soular (サウラー?, Saurā) / Shun Minami (南 瞬?, Minami Shun)
Doppiato da: Ken'ichi Suzumura (ed. giapponese), Alessio Nissolino (ed. italiana)
È un ragazzo al servizio dei Labyrinth. Calmo e riservato, è perfido ed è bravo ad agire sulla psicologia delle altre persone. Passa il suo tempo a bere tè e leggere libri sugli umani. Fedele al maestro Moebius, lui e Wester si rendono conto di quanto gli ideali del loro capo siano sbagliati soltanto quando, durante un combattimento contro Cure Passion e Cure Berry, stanno per essere risucchiati nel Vortice della Cancellazione che li conduce alla morte. Dopo essere tornati in vita grazie a Chiffon, lui e Wester possono utilizzare Hohoemina, una creatura simile a Nakewameke, ma derivante da un diamante bianco e al servizio del bene.
Nakewameke (ナケワメーケ?, Nakewamēke)
Doppiato da: Shintarō Nakano (ed. giapponese), Massimiliano Plinio (ed. italiana)
È il mostro evocato dai Labyrinth. Nasce quando un diamante rosso e nero per Eas, giallo e nero per Wester, verde e nero per Soular, viene fuso a un oggetto. Si manifesta sotto forma di robot ed è usato per distrarre e mettere in difficoltà gli avversari; inoltre il Misuratore d'Infelicità può essere riempito tramite la sua evocazione che causa il panico tra le persone.
Nakisakebe (ナキサケーベ?, Nakisakēbe)
Doppiato da: Shintarō Nakano (ed. giapponese), Massimiliano Plinio (ed. italiana)
È il mostro che si forma da speciali carte magiche, donate a Eas da Moebius, che potenziano il Nakewameke rendendolo più forte e veloce. L'evocazione della carta consuma le energie, rischiando di portare l'utilizzatore alla morte; il braccio è stritolato da alcuni tentacoli che provocano dolore e fanno soffrire grandi pene. Tutte le quattro carte vengono utilizzate da Eas.
Sorewatase (ソレワターセ?, Sorewatāse)
Doppiato da: Shintarō Nakano (ed. giapponese), Massimiliano Plinio (ed. italiana)
È il nuovo mostro evocato dai Labyrinth con la comparsa di Northa. È un piccolo omino verde avvolto su se stesso a formare una palla e nasce da alcune piante coltivate da Northa e annaffiate con l'energia del Misuratore d'Infelicità.

### Paese dei Dolci
Chiffon (シフォン?, Shifon)
Doppiata da: Satomi Kōrogi (ed. giapponese), Laura Amadei (ed. italiana)
È una fata neonata del Paese dei Dolci a cui piace giocare e scherzare, usando i suoi poteri extrasensoriali, mettendo a volte le persone nei guai. Love e le altre si prendono cura di lei, accudendola e nutrendola con il VitaCure e il potere dei Pickrun. Inizialmente dice solo "cure" (「キュアー」?, "kyuā") o "puripu" (「プリプー」?, "puripū"), ma pian piano riesce a dire qualche parolina. Il marchio che ha sulla fronte s'illumina e cambia a seconda dell'umore della piccola; inoltre rilascia una luce che dona i poteri e le armi alle Pretty Cure. In realtà non proviene dal Paese dei Dolci, ma è caduta come una meteora nella foresta dei Fagioli Dolci, assieme alla Clover Box, venendo segretamente allevata dall'anziano Tiramisu. Si scopre che in realtà è la memoria Infinity (インフィニティ?, Infiniti), entità divina che i nemici tanto cercano: senza la ninnananna della Clover Box, rischia di sparire per sempre in un altro mondo. Dopo vari tentativi di rapirla da parte dei Labyrinth, viene catturata e soggiogata dando inizio alla conquista di Moebius dei mondi paralleli. Le Pretty Cure, però, raggiungono il suo cuore e la liberano, e in seguito torna con Tart e Azukina nel Paese dei Dolci.
Tart (タルト?, Taruto)
Doppiato da: Taiki Matsuno (ed. giapponese), Alessio Cigliano (ed. italiana)
È il principe del Paese dei Dolci, il 105º, e ha le sembianze di un furetto. Il suo vero nome è lunghissimo e, nella versione originale, parla il dialetto del Kansai. Arriva sulla Terra in cerca delle Pretty Cure portandosi dietro Chiffon, della quale è stato incaricato baby-sitter e che spesso lo mette nei guai. È ansioso ma gentile, e durante il suo soggiorno sulla Terra rimane a vivere a casa di Love come animale domestico. Adora le ciambelle ed è fidanzato con Azukina. Kaoru sa dell'esistenza sua e di Chiffon, ma non quella delle Pretty Cure, e gli fa intrattenere i clienti con giochi di prestigio in cambio di ciambelle. Alla fine torna con Chiffon e Azukina nel Paese dei Dolci.
Anziano Tiramisu (ティラミス長老?, Tiramisu Chōrō)
Doppiato da: Ken'ichi Ogata (ed. giapponese), Dante Biagioni (ed. italiana)
È il saggio del Paese dei Dolci e ha le sembianze di un rapace. Assiste all'invio dei Pickrun sulla Terra in cerca delle Pretty Cure, quando invoca il loro aiuto contro la minaccia dei Labyrinth; è invisibile agli occhi umani. Rivela soltanto dopo molto tempo di aver trovato Chiffon insieme alla Clover Box quando era piccola e di averla accudita, nascondendo il magico carillon nel tempio della foresta dei Fagioli Dolci.
Re Waffle (ワッフル国王?, Waffuru Kokuō) & Regina Madeleine (マドレーヌ女王?, Madorēnu Joō)
Doppiati da: Hitoshi Horimoto e Nīna Kumagai (ed. giapponese), Ivan Andreani e Barbara Villa (ed. italiana)
Sono rispettivamente il padre e la madre di Tart, nonché re e regina del Paese dei Dolci. Waffle porta dei baffi neri.
Azukina (アズキーナ?, Azukīna)
Doppiata da: Mayu Isshiki (ed. giapponese), Francesca Manicone (ed. italiana)
È la fidanzata di Tart e ha le sembianze di uno scoiattolo rosa. È molto gentile e cortese con gli altri. Amando molto Tart, quando scopre che l'Anziano ha richiamato il suo promesso sposo nel Paese dei Dolci, libera il mostro sigillato nella foresta dei Fagioli Dolci affinché Tart rimanga nel suo regno a combatterlo e non torni nel mondo delle Pretty Cure una volta prelevata la Clover Box dal tempio nella foresta; capisce, però, di aver sbagliato e prende lei stessa la Clover Box dal tempio, permettendo alle Pretty Cure di sigillare nuovamente il mostro. Partecipa con Tart e le Pretty Cure alla battaglia finale contro i Labyrinth, tornando alla fine nel Paese dei Dolci.
Hohoemina (ホホエミーナ?, Hohoemīna)
Doppiato da: Shintarō Nakano (ed. giapponese), ? (ed. italiana)
È una creatura magica creata a partire da una piuma delle Cure Angel e da un diamante azzurro ghiaccio. Sorridente, è dotato di un paio d'ali. È il corrispondente buono del Nakewameke, e può essere evocato da Wester e Soular.

### Altri personaggi
Ayumi Momozono (桃園 あゆみ?, Momozono Ayumi)
Doppiata da: Kyōko Hikami (ed. giapponese), Antonella Rinaldi (ed. italiana)
La madre di Love, lavora come commessa in un supermercato e da giovane ha vinto il concorso di bellezza "Miss negozi di Clover". Non le piacciono gli spinaci. Considera Setsuna, che chiama affettuosamente "Sets" (せっちゃん?, Sets-chan), come una figlia al pari di Love.
Keitaro Momozono (桃園 圭太郎?, Momozono Keitarō)
Doppiato da: Akimitsu Takase (ed. giapponese), Gianni Bersanetti (ed. italiana)
Il padre di Love, lavora in una fabbrica di parrucche. Insieme al padre di Inori, ne ha creata una per animali domestici.
Genkichi Momozono (桃園 源吉?, Momozono Genkichi)
Doppiato da: Mugihito (ed. giapponese), Massimo Milazzo (ed. italiana)
Il nonno materno di Love, confezionava a mano i tatami. Dopo la sua morte, avvenuta dieci anni prima, l'attività è stata chiusa. È lui ad aver scelto il nome di Love perché, essendo l'inglese una lingua internazionale, tutti potessero capirne il significato.
Remi Aono (蒼乃 レミ?, Aono Remi)
Doppiata da: Sakiko Uran (ed. giapponese), Tatiana Dessi (ed. italiana)
La madre di Miki e Kazuki, possiede un salone di moda dove fa la parrucchiera. Vive con Miki, dopo il divorzio dal marito, e in passato è stata una famosa modella.
Katsuhiko Ichijo (一条 克彦?, Ichijō Katsuhiko)
Il padre di Miki e Kazuki, è un produttore discografico. Dopo il divorzio da Remi, quest'ultima vive con Miki mentre lui con Kazuki.
Kazuki Ichijo (一条 和希?, Ichijō Kazuki)
Doppiato da: KENN (ed. giapponese), Simone Crisari / Andrea Di Maggio (ep. 18) (ed. italiana)
Il fratello tredicenne di Miki, vive con il padre e frequenta la Torigoshi. Miki spesso lo spaccia per il suo fidanzato per allontanare gli altri pretendenti. Ha sempre la pressione sanguigna bassa e vuole diventare medico.
Naoko Yamabuki (山吹 尚子?, Yamabuki Naoko)
Doppiata da: Michiko Neya (ed. giapponese), Alessandra Grado (ed. italiana)
La madre di Inori, lavora nello studio veterinario del marito.
Tadashi Yamabuki (山吹 正?, Yamabuki Tadashi)
Doppiato da: Masafumi Kimura (ed. giapponese), Paolo Marchese (ed. italiana)
Il padre di Inori, ha uno studio veterinario e ha trasmesso alla figlia la sua passione per gli animali. È allegro e stimato per la professionalità nel suo lavoro. Insieme al padre di Love, crea una parrucca per animali domestici.
Daisuke Chinen (知念 大輔?, Chinen Daisuke)
Doppiato da: Tarosuke Shingaki (ed. giapponese), Flavio Aquilone (ed. italiana)
Originario di Okinawa, è il fratello minore di Miyuki ed è in classe con Love, per la quale ha una cotta, ricambiato. Gioca a baseball e ha paura dei tuoni.
Yuki Sawa (沢 裕喜?, Sawa Yūki)
Doppiato da: Shinsuke Ueda (ed. giapponese), Mirko Cannella (ed. italiana)
Amico di Daisuke, adora Miki e vorrebbe uscire con lei, ma non è ricambiato e la ragazza rifiuta tutti i suoi appuntamenti; nonostante questo, però, non perde mai la speranza.
Kento Mikoshiba (御子柴 健人?, Mikoshiba Kento)
Doppiato da: Toshiyuki Toyonaga (ed. giapponese), ? (ed. italiana)
Amico di Daisuke, è l'erede della ricca famiglia Mikoshiba, proprietaria di una grande industria che produce un po' di tutto. Ha una cotta per Inori ed è molto timido.
Kaoru (カオルちゃん?, Kaoru-chan)
Doppiato da: Ken Maeda (ed. giapponese), Guido Di Naccio (ed. italiana)
È un uomo che vende ciambelle nel parco al chiosco Doughnut Cafe. Il suo nome completo è Kaoru Tachibana (橘 薫?, Tachibana Kaoru). La sua vera identità è sconosciuta, così come la sua età, e ha fatto moltissimi lavori; incoraggia Love e le sue amiche quando sono giù di morale con strane battute, seguite subito dopo da una strana risata. Ha con Tart un contratto segreto per il quale gli dà ciambelle gratis se lui intrattiene i clienti; di conseguenza sa dell'esistenza di Tart e Chiffon, ma non quella delle Pretty Cure, nonostante spesso faccia intendere velatamente di conoscere le loro identità.
Miyuki (ミユキ?, Miyuki)
Doppiata da: Mayumi Iizuka (ed. giapponese), Chiara Gioncardi (ed. italiana)
Leader diciassettenne del gruppo Trinity, diventa l'insegnante del corpo di ballo Clover per ringraziare Love di averla salvata da un mostro durante un concerto. Ha un fratello più piccolo, Daisuke, in classe con Love. Viene a conoscenza dell'identità delle Pretty Cure, che le rivelano il segreto sperando sia lei la quarta guerriera prima della comparsa di Cure Passion; dopo l'entrata in scena di Northa, nemica più potente rispetto agli altri, si offre come allenatrice delle Pretty Cure per farle diventare più forti.
Reika (レイカ?, Reika) & Nana (ナナ?, Nana)
Doppiate da: Saori Seto e Mayu Isshiki (ed. giapponese), ? (ep. 11) / ? (ep. 22) / ? (ep. 44) e ? (ep. 11) / Barbara Villa (ep. 22) / Cristina Poccardi (ep. 44) (ed. italiana)
Sono le altre due ragazze che compongono il gruppo Trinity. Reika porta i capelli biondi corti, mentre Nana arancioni e lunghi. Quando si esibiscono, indossano un visore nero sugli occhi.

## Oggetti magici
Pickrun (ピックルン?, Pikkurun)
Doppiati da: Kanae Oki, Eri Kitamura, Akiko Nakagawa e Yuka Komatsu (ed. giapponese), Perla Liberatori, Barbara Villa, Cristina Poccardi e Ilaria Egitto (ed. italiana)
Sono quattro chiavi magiche che si fondono con i cellulari delle Pretty Cure, trasformandoli in Linkrun. Pirun (ピルン?, Pirun), quello rosa, è specializzato nella cucina e permette di creare altri cibi da dare a Chiffon una volta svezzata; Burun (ブルン?, Burun), quello blu, si occupa di moda e permette di cambiare abito a Chiffon; Kirun (キルン?, Kirun), quello giallo, permette a Inori di comunicare con gli animali e di capire quello che vuole dire Chiffon; Akarun (アカルン?, Akarun), quello rosso, è specializzato nel teletrasporto. Quando Chiffon cresce e stabilisce un legame con le Pretty Cure, emergono dai Linkrun delle guerriere e donano loro i Cure Stick e la Passion Harp.
Linkrun (リンクルン?, Rinkurun)
È il telefono cellulare utilizzato dalle Pretty Cure per trasformarsi e si ottiene quando il Pickrun e il cellulare della persona prescelta si fondono insieme. Per attivare la trasformazione, sulla sommità viene inserita e girata una chiave. Permette inoltre di evocare vari oggetti per soddisfare i bisogni di Chiffon, come il biberon contenente il VitaCure, e funge anche da vero e proprio cellulare.
Cure Stick (キュアスティック?, Kyua Sutikku)
Sono le armi di purificazione evocate dai Pickrun una volta usciti dai Linkrun grazie a Chiffon; aumentano il potere degli attacchi di base. Ogni Cure Stick ha un cristallo diverso sulla sua sommità. Cure Peach riceve la Peach Rod (ピーチロッド?, Pīchi Roddo), Cure Pine il Pine Flute (パインフルート?, Pain Furūto) e Cure Berry la Berry Sword (ベリーソード?, Berī Sōdo).
Passion Harp (パッションハープ?, Passhon Hāpu)
È l'arma di Cure Passion e funziona come i Cure Stick, ma Setsuna è subito in grado di usarla.
Clover Box (クローバーボックス?, Kurōbā Bokkusu)
È un carillon magico dotato di una barriera che lo protegge dalle cadute e impedisce ai nemici di toccarlo. Inizialmente custodito sotto mentite spoglie nel tempio della foresta dei Fagioli Dolci del Paese dei Dolci dall'anziano Tiramisu, viene preso da Azukina e affidato alle Pretty Cure. La sua melodia può impedire che Chiffon si trasformi in Infinity e che, di conseguenza, voli in un mondo parallelo. Inoltre, la melodia rende impossibile rintracciare Infinity con l'Infinity Radar. Quando non c'è la Clover Box, Love e le altre possono sopperire alla sua mancanza cantando la ninnananna loro stesse. Permette inoltre il potenziamento alle Pretty Cure.

## Trasformazioni e attacchi

### Cure Peach
- Trasformazione: Love usa il Linkrun e il Pickrun rosa per trasformarsi e, diventata Cure Peach, si presenta al nemico.

- Love Sunshine (ラブ・サンシャイン?, Rabu Sanshain): è l'attacco di Cure Peach. La Pretty Cure forma un cuore con le mani, dal quale si sprigiona un'energia rosa che purifica il nemico.

- Love Sunshine Fresh (ラブ・サンシャイン・フレッシュ?, Rabu Sanshain Furesshu): è l'attacco di Cure Peach con la Peach Rod, dopo che ha ricevuto i poteri del Pickrun rosa. Con la bacchetta ottenuta traccia un cuore rosa, che viene poi scagliato come raggio d'energia contro il nemico, purificandolo.

### Cure Berry
- Trasformazione: Miki usa il Linkrun e il Pickrun blu per trasformarsi e, diventata Cure Berry, si presenta al nemico.

- Espoir Shower (エスポワール・シャワー?, Esupowāru Shawā): è l'attacco di Cure Berry. La Pretty Cure forma il simbolo di picche con le mani, dal quale si sprigiona un'energia blu che purifica il nemico.

- Espoir Shower Fresh (エスポワール・シャワー・フレッシュ?, Esupowāru Shawā Furesshu): è l'attacco di Cure Berry con la Berry Sword, dopo che ha ricevuto i poteri del Pickrun blu. Con la spada ottenuta traccia il simbolo di picche in blu, che viene poi scagliato come raggio d'energia contro il nemico, purificandolo.

### Cure Pine
- Trasformazione: Inori usa il Linkrun e il Pickrun giallo per trasformarsi e, diventata Cure Pine, si presenta al nemico.

- Healing Prayer (ヒーリング・プレアー?, Hīringu Pureā): è l'attacco di Cure Pine. La Pretty Cure forma il simbolo di quadri con le mani, dal quale si sprigiona un'energia gialla che purifica il nemico.

- Healing Prayer Fresh (ヒーリング・プレアー・フレッシュ?, Hīringu Pureā Furesshu): è l'attacco di Cure Pine con il Pine Flute, dopo che ha ricevuto i poteri del Pickrun giallo. Con il flauto ottenuto traccia il simbolo di quadri in giallo, che viene poi scagliato come raggio d'energia contro il nemico, purificandolo.

### Cure Passion
- Trasformazione: Setsuna usa il Linkrun e il Pickrun rosso per trasformarsi e, diventata Cure Passion, si presenta al nemico.

- Happiness Hurricane (ハピネス・ハリケーン?, Hapinesu Harikēn): è l'attacco di Cure Passion. Basato sulla felicità, a differenza delle altre Pretty Cure non ha bisogno di conoscere meglio Chiffon per evocare il Pickrun rosso e la Passion Harp e, anche se questo è il suo attacco base, è considerato come la versione potenziata ottenuta dalle altre. Con l'arpa ottenuta, gira su se stessa evocando una tempesta di cuori e piume d'angelo, che raggiunge il nemico, purificandolo.

### In gruppo
- Presentazione: è la frase di presentazione di gruppo delle Pretty Cure una volta conclusasi la trasformazione.

- Doppio/Triplo/Quadruplo calcio combinato Pretty Cure (ダブル／トリプル・プリキュア・キック／プリキュア・クアドラプル・キック／プリキュア・コンビネーション・キック?, Daburu/Toripuru Purikyua Kikku/Purikyua Kuadorapuru Kikku/Purikyua Konbinēshon Kikku, Double/Triple Pretty Cure Kick/Pretty Cure Quadruple Kick/Pretty Cure Combination Kick): le Pretty Cure saltano e si precipitano sul nemico con un calcio combinato.
- Doppio/Triplo/Quadruplo pugno combinato Pretty Cure (ダブル／トリプル・プリキュア・パンチ／プリキュア・クアドラプル・パンチ?, Daburu/Toripuru Purikyua Panchi/Purikyua Kuadorapuru Panchi, Double/Triple Pretty Cure Punch/Pretty Cure Quadruple Punch): le Pretty Cure danno insieme un pugno al nemico.
- Lucky Clover Grand Finale (ラッキークローバー・グランドフィナーレ?, Rakkī Kurōbā Gurando Fināre): è l'attacco di gruppo delle Pretty Cure con la Clover Box, eseguito per la prima volta nell'episodio 37. Evocato il potere della Clover Box, ciascuna guerriera crea la parte del quadrifoglio che la rappresenta e una volta unite insieme diventa un cristallo purificatore che imprigiona il nemico al suo interno, purificandolo.

[Passion] ハピネスリーフ、セット！ パイン！ (Happiness Leaf, set! Pine!)

[Pine] プラスワン、プレアーリーフ！ ベリー！ (Plus one, Prayer Leaf! Berry!)

[Berry] プラスワン、エスポワールリーフ！ ピーチ！ (Plus one, Espoir Leaf! Peach!)

[Peach] プラスワン、ラブリーリーフ！ (Plus one, Lovely Leaf!)

[Passion] Foglia della Felicità, pronta! Cure Pine!

[Pine] Più una, Foglia della Preghiera! Cure Berry!

[Berry] Più una, Foglia della Speranza! Cure Peach!

[Peach] Più una, Foglia dell'Amore!

- Trasformazione (Angel (エンジェル?, Enjeru)): nell'episodio 48, dopo che i quattro Pickrun ricevono le ali d'angelo, le Pretty Cure, grazie alla fiducia della gente di Labyrinth, diventano Cure Angel. Gli abiti assumono sfumature più chiare, al quadrifoglio si aggiunge una foglia bianca e sulla schiena delle guerriere c'è un paio di ali.

[Berry, Pine, Passion] ビートアップ！ (Beat Up!)

[Berry, Pine, Passion] che avvenga ora!

- Loving True Heart (ラビング・トゥルー・ハート?, Rabingu Turū Hāto): è l'attacco combinato delle Cure Angel, eseguito nell'episodio 49. Dopo aver formato quattro cuori, le Cure Angel li uniscono in uno solo, che viene scagliato da Angel Peach contro il nemico.

- Loving True Heart Fresh (ラビング・トゥルー・ハート・フレッシュ?, Rabingu Turū Hāto Furesshu): è l'attacco combinato delle Cure Angel insieme a Tart, Azukina, Wester, Soular e Hohoemina, eseguito nell'episodio 50, unendo alla loro fiducia per Chiffon quella di tutti gli abitanti di Labyrinth. Viene utilizzato per liberare Chiffon dallo stato di Infinity.

## Luoghi
Paese dei Dolci (スウィーツ王国?, Sūītsu Ōkoku)
È il regno di Tart e Chiffon, governato da Waffle e Madeleine. È nella foresta del regno, chiamata foresta dei Fagioli Dolci (シルコアマの森?, Shirukoama no mori), che l'Anziano Tiramisu ha trovato Chiffon ancora neonata e ha nascosto la Clover Box prima di darla in custodia alle Pretty Cure.
Labyrinth (ラビリンス?, Rabirinsu)
È il mondo parallelo in cui ha sede l'omonima base nemica. Ritorna ad essere un mondo pacifico dopo la sconfitta di Moebius.
Yotsuba (四つ葉町?, Yotsuba-chō)
È la città in cui vivono i personaggi. Il quartiere dove vivono Love, Miki, Inori e poi Setsuna è Clovertown Street (クローバータウンストリート?, Kurōbātaun Sutorīto), il cui nome deriva dall'inglese "clover", ossia trifoglio ma che indica anche il seme di fiori delle carte; in passato era chiamato semplicemente quartiere commerciale di Yotsuba (四つ葉町商店街?, Yotsuba-chō shōten machi).
Casa degli indovini (占い館?, Uranai yakata)
È la casa degli indovini, usata come copertura, di proprietà dei Labyrinth situata nella foresta di Yotsuba. È qui dove Love, smarritasi, incontra per la prima volta Setsuna.
KAORU'S Doughnut Cafe
È il chiosco di ciambelle di Kaoru frequentato da Love e le altre.
BEAUTY SALON
È il salone di bellezza di Remi, la mamma di Miki.
ANIMAL HOSPITAL
È lo studio veterinario di Tadashi e Naoko, genitori di Inori.
Scuola media pubblica Yotsuba (公立四葉中学校?, Kōritsu Yotsuba chūgakkō)
È la scuola pubblica frequentata da Love e poi anche da Setsuna.
Accademia privata Torigoshi (私立鳥越学園?, Shiritsu Torigoshi Gakuen)
È la scuola privata per talenti frequentata da Miki.
Accademia privata White Clover (私立ホワイトクローバー学園?, Shiritsu Howaito Kurōbā Gakuen)
È la scuola cattolica privata, per sole ragazze, frequentata da Inori.

## Episodi

### Sigle
Le sigle originali di apertura sono composte da Hideaki Takatori, mentre quelle di chiusura da marhy; i testi sono di Sumiyo Mutsumi. Le sigle italiane, con testi di Valerio Gallo Curcio, seguono lo stesso arrangiamento di quelle giapponesi.
Sigla di apertura
- Let's! Fresh Precure! (Ｌｅｔ'ｓ！フレッシュプリキュア！?), cantata da Mizuki Moie (ep. 1-25)
- Let's! Fresh Precure! ~Hybrid ver.~ (Ｌｅｔ'ｓ！フレッシュプリキュア！ ～Ｈｙｂｒｉｄ ｖｅｒ．～?), cantata da Mizuki Moie (ep. 26-36, 43-50[36])

Sigla di chiusura
- You make me happy!, cantata da Momoko Hayashi (ep. 1-25)
- H@ppy Together!!!, cantata da Momoko Hayashi (ep. 26-50)

Sigla di apertura italiana
- Versione italiana di Let's! Fresh Precure!, cantata da Noemi Smorra

Sigla di chiusura italiana
- Versione italiana di You make me happy!, cantata da Noemi Smorra (ep. 1-25)
- Versione italiana di H@ppy Together!!!, cantata da Noemi Smorra (ep. 26-50)

Del video della seconda sigla di testa sono state realizzate due versioni: nella prima, nelle scene dove compaiono le Pretty Cure, viene aggiunta Setsuna / Cure Passion e, tra i nemici, Northa, il cui volto è però coperto; nella seconda il viso di quest'ultima viene mostrato interamente. In occasione dell'uscita al cinema del film della serie, per gli episodi 37-42 viene utilizzata come sigla iniziale Let's! Fresh Precure! ~Hybrid ver.~ for the Movie (Ｌｅｔ'ｓ！フレッシュプリキュア！ ～Ｈｙｂｒｉｄ ｖｅｒ．～ ｆｏｒ ｔｈｅ Ｍｏｖｉｅ?), cantata da Mizuki Moie con Cure Fresh! (Kanae Oki, Eri Kitamura, Akiko Nakagawa, Yuka Komatsu).
Un breve spezzone della sigla italiana e il logo sono stati presentati a Cartoons on the Bay 2012.

### Distribuzione
In Giappone la serie è stata raccolta in una collezione di 16 DVD sia da Marvelous Entertainment che Pony Canyon tra il 17 giugno 2009 e il 19 maggio 2010. Nei primi 14 DVD sono presenti tre episodi, mentre negli altri quattro.
Il 3 febbraio e il 2 marzo 2016 la serie è stata raccolta in due cofanetti Blu-ray.

## Film
| Titolo | Prima visione                | Prima visione         |
| Titolo | Giapponese (cinematografica) | Italiano (televisiva) |
| --- | ---------------------------- | --------------------- |
| Eiga Pretty Cure All Stars DX - Minna tomodachi ☆ Kiseki no zenin daishūgō! (映画 プリキュアオールスターズＤＸ みんなともだちっ☆奇跡の全員大集合！?, Eiga Purikyua Ōru Sutāzu DX Minna tomodachi ☆ Kiseki no zenin daishūgō!)                          | 20 marzo 2009                | –                     |
| Fresh Pretty Cure! - Le Pretty Cure nel Regno dei Giocattoli (映画 フレッシュプリキュア！ おもちゃの国は秘密がいっぱい！？?, Eiga Furesshu Purikyua! Omocha no Kuni wa himitsu ga ippai!?, Eiga Fresh Precure! - Omocha no Kuni wa himitsu ga ippai!?) | 31 ottobre 2009              | 9 febbraio 2013       |
| Eiga Pretty Cure All Stars DX 2 - Kibō no hikari ☆ Rainbow Jewel wo mamore! (映画 プリキュアオールスターズＤＸ２ 希望の光☆レインボージュエルを守れ！?, Eiga Purikyua Ōru Sutāzu DX 2 Kibō no hikari ☆ Reinbō Jueru wo mamore!)                         | 20 marzo 2010                | –                     |
| Eiga Pretty Cure All Stars DX 3 - Mirai ni todoke! Sekai wo tsunagu ☆ Niji-iro no hana (映画 プリキュアオールスターズＤＸ３ 未来にとどけ！世界をつなぐ☆虹色の花?, Eiga Purikyua Ōru Sutāzu DX 3 Mirai ni todoke! Sekai wo tsunagu ☆ Niji-iro no hana)  | 19 marzo 2011                | –                     |
| Eiga Pretty Cure All Stars New Stage - Mirai no tomodachi (映画 プリキュアオールスターズＮｅｗＳｔａｇｅ みらいのともだち?, Eiga Purikyua Ōru Sutāzu New Stage Mirai no tomodachi)                                                                     | 17 marzo 2012                | –                     |
| Eiga Pretty Cure All Stars New Stage 2 - Kokoro no tomodachi (映画 プリキュアオールスターズＮｅｗＳｔａｇｅ２ こころのともだち?, Eiga Purikyua Ōru Sutāzu New Stage 2 Kokoro no tomodachi)                                                             | 16 marzo 2013                | –                     |
| Eiga Pretty Cure All Stars New Stage 3 - Eien no tomodachi (映画 プリキュアオールスターズＮｅｗＳｔａｇｅ３ 永遠のともだち?, Eiga Purikyua Ōru Sutāzu New Stage 3 Eien no tomodachi)                                                                   | 15 marzo 2014                | –                     |
| Eiga Pretty Cure All Stars - Haru no carnival♪ (映画 プリキュアオールスターズ 春のカーニバル♪?, Eiga Purikyua Ōru Sutāzu Haru no kānibaru♪) | 14 marzo 2015                | –                     |
| Eiga Pretty Cure All Stars - Minna de utau♪ Kiseki no mahō! (映画 プリキュアオールスターズ みんなで歌う♪奇跡の魔法！?, Eiga Purikyua Ōru Sutāzu Minna de utau♪ Kiseki no mahō!)                                                                        | 19 marzo 2016                | –                     |
| Eiga HUGtto! Pretty Cure ♡ Futari wa Pretty Cure - All Stars Memories (映画 ＨＵＧっと！プリキュア♡ふたりはプリキュア オールスターズメモリーズ?, Eiga HUGtto! Purikyua ♡ Futari wa Purikyua Ōru Sutāzu Memorīzu)                                       | 27 ottobre 2018              | –                     |
| Eiga Pretty Cure All Stars F (映画 プリキュアオールスターズＦ?, Eiga Purikyua Ōru Sutāzu F) | 15 settembre 2023            | –                     |

## Manga
Il manga di Fresh Pretty Cure!, disegnato da Futago Kamikita, è stato serializzato sulla rivista Nakayoshi di Kōdansha da marzo 2009 a febbraio 2010. I tredici capitoli, di cui l'ultimo pubblicato solo nel mook, adattano in formato cartaceo l'anime, pur con qualche differenza. Il primo mook, contenente i sette capitoli che vanno dall'inizio della storia all'arrivo di Cure Passion, è stato pubblicato il 4 agosto 2009, mentre il secondo, contenente i restanti otto capitoli e il primo di HeartCatch Pretty Cure!, è stato pubblicato il 3 febbraio 2010. La serie è stata raccolta in un tankōbon il 6 febbraio 2015.
| Nº                          | Titolo italiano Giapponese 「Kanji」 - Rōmaji - Traduzione letterale | Data di prima pubblicazione            | Data di prima pubblicazione |
| Nº                          | Titolo italiano Giapponese 「Kanji」 - Rōmaji - Traduzione letterale | Giapponese                             |                             |
| Mook (2 volumi)             | |                                        |                             |
| 1                           | Fresh Precure!: O hanashi book! Marugoto Cure Passion! 「フレッシュプリキュア！ おはなしブック！ まるごとキュアパッション！」 - Furesshu Purikyua! O hanashi bukku! Marugoto Kyua Passhon! – "Fresh Pretty Cure!: Il racconto! Insieme a Cure Passion!"    | 4 agosto 2009 ISBN 978-4-06-379370-3   |                             |
| 2                           | HeartCatch Precure! & Fresh Precure!: O hanashi book! 「ハートキャッチプリキュア！＆フレッシュプリキュア！ おはなしブック！」 - Hātokyatchi Purikyua! & Furesshu Purikyua! O hanashi bukku! – "HeartCatch Pretty Cure! & Fresh Pretty Cure!: Il racconto!" | 3 febbraio 2010 ISBN 978-4-06-379419-9 |                             |
| Edizione Wide KC (1 volume) | |                                        |                             |
| Unico                       | Fresh Precure! 「フレッシュプリキュア！」 - Furesshu Purikyua! | 6 febbraio 2015 ISBN 978-4-06-337820-7 |                             |

### Altre pubblicazioni
Il 17 marzo 2016 è stato pubblicato un romanzo scritto da Atsushi Maekawa e illustrato da Hisashi Kagawa con ISBN 978-4-06-314877-0 ambientato un anno dopo la fine della serie. Mentre sono alle prese con gli esami per entrare alle superiori, Love, Miki, Inori e Setsuna sono costrette ad affrontare e sconfiggere il nuovo nemico Mafisto e la sua creatura Fushiawase.

## CD e videogiochi
Durante il corso della serie sono stati pubblicati diversi CD e raccolte, sia di brani musicali che di colonna sonora, da Marvelous Entertainment. I videogiochi, invece, sono stati distribuiti da Bandai.
| Nº | Titolo CD | Numero tracce | Data uscita      |
| -- | --- | ------------- | ---------------- |
| 1  | Let's! Fresh Precure! / You make me happy! (Ｌｅｔ'ｓ！フレッシュプリキュア！／Ｙｏｕ ｍａｋｅ ｍｅ ｈａｐｐｙ！?)                                               | 4             | 4 febbraio 2009  |
| 2  | Fresh Precure! - Vocal Album 1: ~Taiyō no kodomo-tachi he~ (フレッシュプリキュア！ ボーカルアルバム１ ～太陽の子供たちへ～?)                                     | 11            | 23 luglio 2009   |
| 3  | Let's! Fresh Precure! ~Hybrid ver.~ / H@ppy Together!!! (Ｌｅｔ'ｓ！フレッシュプリキュア！ ～Ｈｙｂｒｉｄ ｖｅｒ．～／Ｈ＠ｐｐｙ Ｔｏｇｅｔｈｅｒ！！！?)        | 4             | 5 agosto 2009    |
| 4  | Fresh Precure! - Original Soundtrack 1: Precure Sound Sunshine!! (フレッシュプリキュア！ オリジナル・サウンドトラック１ プリキュア・サウンド・サンシャイン！！?) | 41            | 2 settembre 2009 |
| 5  | Fresh Precure! - Vocal Album 2: ~Egao no okurimono~ (フレッシュプリキュア！ ボーカルアルバム２ ～笑顔のおくりもの～?)                                            | 11            | 26 novembre 2009 |
| 6  | Fresh Precure! - Original Soundtrack 2: Precure Sound Hurricane!! (フレッシュプリキュア！ オリジナル・サウンドトラック２ プリキュア・サウンド・ハリケーン！！?)  | 38            | 23 dicembre 2009 |
| 7  | Fresh Precure! - Vocal Best (フレッシュプリキュア！ ボーカルベスト?)                                                                                             | 16            | 27 gennaio 2010  |
| 8  | Fresh Precure! - Memorial Vocal Selection (フレッシュプリキュア！ メモリアルボーカルセレクション?)                                                               | 16            | 20 luglio 2011   |
| 9  | Precure Vocal Best BOX (プリキュア ボーカルベストＢＯＸ?) | 240           | 4 settembre 2013 |
| 10 | Precure Colorful Collection: Lovely♥Pink (プリキュアカラフルコレクション ラブリー♥ピンク?)                                                                       | 33            | 17 dicembre 2014 |
| 11 | Precure Colorful Collection: Kirakira☆Citrus (プリキュアカラフルコレクション キラキラ☆シトラス?)                                                                 | 27            | 17 dicembre 2014 |
| 12 | Precure Colorful Collection: Twinkle♦Blue (プリキュアカラフルコレクション トゥインクル♦ブルー?)                                                                  | 29            | 17 dicembre 2014 |
| 13 | Precure Colorful Collection: Happy♪Red&White (プリキュアカラフルコレクション ハッピー♪レッド＆ホワイト?)                                                         | 31            | 17 dicembre 2014 |
| 14 | Precure Opening Theme Collection 2004~2016 (プリキュア オープニングテーマコレクション２００４～２０１６?)                                                        | 15            | 3 agosto 2016    |
| 15 | Precure Ending Theme Collection 2004~2016 (プリキュア エンディングテーマコレクション２００４～２０１６?)                                                         | 25            | 25 gennaio 2017  |

| Nº | Titolo videogioco                                                              | Piattaforma | Data uscita     |
| -- | ------------------------------------------------------------------------------ | ----------- | --------------- |
| 1  | Issho ni henshin♥ Fresh Precure! (いっしょにへんしん♥ フレッシュプリキュア！?) | Sega Beena  | 28 maggio 2009  |
| 2  | Fresh Precure!: Asobi Collection (フレッシュプリキュア！ あそびコレクション?)  | Nintendo DS | 29 ottobre 2009 |

## Trasmissioni e adattamenti nel mondo
Fresh Pretty Cure! è stato trasmesso, oltre che in Giappone e in Italia, anche in diversi Paesi in tutto il mondo.
| Stato         | Rete televisiva / piattaforma streaming | Data 1ª TV/streaming              |
| ------------- | --------------------------------------- | --------------------------------- |
| Albania       | Bang Bang                               | 2017                              |
| Corea del Sud | SBS, Champ TV, Anione TV                | 18 luglio – 18 ottobre 2011       |
| Hong Kong     | TVB                                     | 10 dicembre 2011 – 27 maggio 2012 |
| Taiwan        | YOYO TV                                 | 27 maggio 2011 – 4 maggio 2012    |
| Thailandia    | Modern Nine TV                          | 29 agosto 2015 – 14 febbraio 2016 |

In Corea del Sud le sigle sono cantate in coreano e restano invariate le formule di trasformazione e gli attacchi, ma viene eliminato ogni riferimento al Giappone e cambiano tutti i nomi dei personaggi: Love è Park So-mi (박소미?), Miki è Kim Na-hyeon (김나현?), Inori è Na So-hee (나소희?) e Setsuna è Yoo Chae-rin (유채린?).
L'adattamento adottato a Taiwan, in cinese, rende la parola Cure con il carattere 天使S (Tiānshǐ), che significa "Angelo", nei nomi delle protagoniste, e con i caratteri 幸福精靈ＦＲＥＳＨ！S (Xìngfú jīnglíng FRESH!, lett. "Elfi felici FRESH!") il titolo della serie. Gli episodi, oltre ad essere doppiati, sono anche sottotitolati e traducono solamente la prima sigla di chiusura in mandarino; le trasformazioni e gli attacchi sono tradotti. A Hong Kong, i nomi presentano gli stessi ideogrammi degli originali, ma cambia la pronuncia, e trasformazioni e attacchi sono tradotti.
In Thailandia, l'adattamento conserva i nomi originali, anche i suffissi onorifici giapponesi come -chan e -san. Il doppiaggio non mantiene il labiale dei personaggi, sovrapponendo a volte le voci. Un episodio dura all'incirca 40-43 minuti, per via degli intermezzi pubblicitari.